# Cyclicopora longipora
Cyclicopora longipora är en mossdjursart som först beskrevs av William MacGillivray 1883.  Cyclicopora longipora ingår i släktet Cyclicopora och familjen Cyclicoporidae. Inga underarter finns listade i Catalogue of Life.